# Heliophila cuneata
Heliophila cuneata är en korsblommig växtart som beskrevs av Wessel Marais. Heliophila cuneata ingår i släktet solvänner, och familjen korsblommiga växter. Inga underarter finns listade i Catalogue of Life.